# Ölbergstollen bei Wangen
Ölbergstollen bei Wangen este o arie protejată (arie specială de conservare — SAC, sit de importanță comunitară — SCI) din Germania întinsă pe o suprafață de 0,01 ha, integral pe uscat.

## Localizare
Centrul sitului Ölbergstollen bei Wangen este situat la coordonatele 51°16′41″N 11°32′18″E / 51.2781°N 11.5383°E.

## Înființare
Situl Ölbergstollen bei Wangen a fost declarat sit de importanță comunitară în martie 2004 pentru a proteja 3 specii de animale. Situl a fost protejat și ca arie specială de conservare în martie 2011.

## Biodiversitate
Situată în ecoregiunea continentală, aria protejată nu include niciun habitat protejat.
La baza desemnării sitului se află mai multe specii protejate de  mamifere (3): liliac cârn (Barbastella barbastellus), liliac cu urechi mari (Myotis bechsteinii), liliacul mic cu potcoavă (Rhinolophus hipposideros)
Pe lângă speciile protejate, pe teritoriul sitului au mai fost identificate 3 specii de mamifere.